# Stanley Cup playoff 1999
I playoff della Stanley Cup 1999 del campionato NHL 1998-1999 hanno avuto inizio il 21 aprile 1999. Le sedici squadre qualificate per i playoff, otto da ciascuna Conference, hanno giocato una serie di partite al meglio di sette per i quarti di finale, semifinali e finali di Conference. I vincitori delle due Conference hanno disputato una serie di partite al meglio di sette per la conquista della Stanley Cup. I campioni di ciascuna Division conservarono il proprio ranking per l'intera durata dei playoff, mentre le altre squadre furono ricollocate nella graduatoria dopo ciascun turno.
Al 2013 questa fu l'ultima edizione dei playoff nella quale si qualificarono tutte e quattro le franchigie discendenti dalla World Hockey Association, ossia Carolina, Colorado, Edmonton e Phoenix. Inoltre fu l'ultima volta che due squadre, San Jose ed Edmonton rispettivamente con la settima e l'ottava posizione della Western Conference, si qualificarono ai playoff nonostante un record negativo.

## Squadre partecipanti

### Eastern Conference
1. New Jersey Devils - vincitori della Atlantic Division e della stagione regolare nella Eastern Conference, 105 punti
2. Ottawa Senators - vincitori della Northeast Division, 103 punti
3. Carolina Hurricanes - vincitori della Southeast Division, 86 punti
4. Toronto Maple Leafs - 97 punti
5. Philadelphia Flyers - 93 punti
6. Boston Bruins - 91 punti
7. Buffalo Sabres - 91 punti
8. Pittsburgh Penguins - 90 punti

### Western Conference
1. Dallas Stars - vincitori della Pacific Division e della stagione regolare nella Western Conference e del Presidents' Trophy, 114 punti
2. Colorado Avalanche - vincitori della Northwest Division, 98 punti
3. Detroit Red Wings - vincitori della Central Division, 93 punti
4. Phoenix Coyotes - 90 punti
5. St. Louis Blues - 87 punti
6. Mighty Ducks Anaheim - 83 punti
7. San Jose Sharks - 80 punti
8. Edmonton Oilers - 78 punti

### Tabellone
In ciascun turno la squadra con il ranking più alto si sfidò con quella dal posizionamento più basso, usufruendo anche del vantaggio del fattore campo. Nella finale di Stanley Cup il fattore campo fu determinato dai punti ottenuti in stagione regolare dalle due squadre. Ciascuna serie, al meglio delle sette gare, seguì il formato 2–2–1–1–1: la squadra migliore in stagione regolare avrebbe disputato in casa Gara-1 e 2, (se necessario anche Gara-5 e 7), mentre quella posizionata peggio avrebbe giocato nel proprio palazzetto Gara-3 e 4 (se necessario anche Gara-6).
|  | Quarti di finale Conference | Quarti di finale Conference                      | Quarti di finale Conference |   |                     | Semifinali Conference | Semifinali Conference | Semifinali Conference |                    |                    | Finali Conference   | Finali Conference  | Finali Conference  |  |  | Finale Stanley Cup | Finale Stanley Cup | Finale Stanley Cup |
|  |                             |                                                  |                             |   |                     |                       |                       |                       |                    |                    |                     |                    |                    |  |  |                    |                    |                    |
|  | 1                           | New Jersey Devils                                | 3                           |   |                     | 4                     | Toronto Maple Leafs   | 4                     |                    |                    |                     |                    |                    |  |  |                    |                    |                    |
|  | 8                           | Pittsburgh Penguins                              | 4                           |   |                     | 8                     | Pittsburgh Penguins   | 2                     |                    |                    |                     |                    |                    |  |  |                    |                    |                    |
|  |                             |                                                  |                             |   |                     |                       |                       |                       |                    |                    |                     |                    |                    |  |  |                    |                    |                    |
|  | 2                           | Ottawa Senators                                  | 0                           |   |                     |                       |                       |                       | Eastern Conference | Eastern Conference | Eastern Conference  | Eastern Conference | Eastern Conference |  |  |                    |                    |                    |
|  | 2                           | Ottawa Senators                                  | 0                           |   |                     |                       |                       |                       | Eastern Conference | Eastern Conference | Eastern Conference  | Eastern Conference | Eastern Conference |  |  |                    |                    |                    |
|  | 7                           | Buffalo Sabres                                   | 4                           |   |                     |                       |                       |                       |                    |                    |                     |                    |                    |  |  |                    |                    |                    |
|  | 7                           | Buffalo Sabres                                   | 4                           |   |                     |                       |                       |                       |                    | 4                  | Toronto Maple Leafs | 1                  |                    |  |  |                    |                    |                    |
|  |                             |                                                  |                             |   |                     |                       |                       |                       |                    | 4                  | Toronto Maple Leafs | 1                  |                    |  |  |                    |                    |                    |
|  |                             | 7                                                | Buffalo Sabres              | 4 |                     |                       |                       |                       |                    |                    |                     |                    |                    |  |  |                    |                    |                    |
|  | 3                           | 7                                                | Buffalo Sabres              | 4 | Carolina Hurricanes | 2                     |                       |                       |                    |                    |                     |                    |                    |  |  |                    |                    |                    |
|  | 3                           |                                                  |                             |   | Carolina Hurricanes | 2                     |                       |                       |                    |                    |                     |                    |                    |  |  |                    |                    |                    |
|  | 6                           | Boston Bruins                                    | 4                           |   |                     |                       |                       |                       |                    |                    |                     |                    |                    |  |  |                    |                    |                    |
|  | 6                           | Boston Bruins                                    | 4                           |   |                     |                       |                       |                       |                    |                    |                     |                    |                    |  |  |                    |                    |                    |
|  |                             |                                                  |                             |   |                     |                       |                       |                       |                    |                    |                     |                    |                    |  |  |                    |                    |                    |
|  |                             |                                                  |                             |   |                     |                       |                       |                       |                    |                    |                     |                    |                    |  |  |                    |                    |                    |
|  | 4                           | Toronto Maple Leafs                              | 4                           |   | 6                   | Boston Bruins         | 2                     |                       |                    |                    |                     |                    |                    |  |  |                    |                    |                    |
|  | 4                           | Toronto Maple Leafs                              | 4                           |   | 6                   | Boston Bruins         | 2                     |                       |                    |                    |                     |                    |                    |  |  |                    |                    |                    |
|  | 5                           | Philadelphia Flyers                              | 2                           |   |                     | 7                     | Buffalo Sabres        | 4                     |                    |                    |                     |                    |                    |  |  |                    |                    |                    |
|  | 5                           | Philadelphia Flyers                              | 2                           |   |                     |                       |                       |                       |                    | E7                 | Buffalo Sabres      | 2                  |                    |  |  |                    |                    |                    |
|  |                             | (Accoppiamenti ristabiliti dopo il primo turno.) |                             |   |                     |                       |                       |                       |                    | E7                 | Buffalo Sabres      | 2                  |                    |  |  |                    |                    |                    |
|  |                             | W1                                               | Dallas Stars                | 4 |                     |                       |                       |                       |                    |                    |                     |                    |                    |  |  |                    |                    |                    |
|  | 1                           | W1                                               | Dallas Stars                | 4 | Dallas Stars        | 4                     |                       |                       | 1                  | Dallas Stars       | 4                   |                    |                    |  |  |                    |                    |                    |
|  | 1                           |                                                  |                             |   | Dallas Stars        | 4                     |                       |                       | 1                  | Dallas Stars       | 4                   |                    |                    |  |  |                    |                    |                    |
|  | 8                           | Edmonton Oilers                                  | 0                           |   |                     | 5                     | St. Louis Blues       | 2                     |                    |                    |                     |                    |                    |  |  |                    |                    |                    |
|  | 8                           | Edmonton Oilers                                  | 0                           |   |                     | 5                     | St. Louis Blues       | 2                     |                    |                    |                     |                    |                    |  |  |                    |                    |                    |
|  |                             |                                                  |                             |   |                     |                       |                       |                       |                    |                    |                     |                    |                    |  |  |                    |                    |                    |
|  | 2                           | Colorado Avalanche                               | 4                           |   |                     |                       |                       |                       |                    |                    |                     |                    |                    |  |  |                    |                    |                    |
|  | 2                           | Colorado Avalanche                               | 4                           |   |                     |                       |                       |                       |                    |                    |                     |                    |                    |  |  |                    |                    |                    |
|  | 7                           | San Jose Sharks                                  | 2                           |   |                     |                       |                       |                       |                    |                    |                     |                    |                    |  |  |                    |                    |                    |
|  | 7                           | San Jose Sharks                                  | 2                           |   |                     |                       |                       |                       | 1                  | Dallas Stars       | 4                   |                    |                    |  |  |                    |                    |                    |
|  |                             |                                                  |                             |   |                     |                       |                       |                       | 1                  | Dallas Stars       | 4                   |                    |                    |  |  |                    |                    |                    |
|  |                             | 2                                                | Colorado Avalanche          | 3 |                     |                       |                       |                       |                    |                    |                     |                    |                    |  |  |                    |                    |                    |
|  | 3                           | 2                                                | Colorado Avalanche          | 3 | Detroit Red Wings   | 4                     |                       |                       |                    |                    |                     |                    |                    |  |  |                    |                    |                    |
|  | 3                           |                                                  |                             |   | Detroit Red Wings   | 4                     |                       |                       |                    |                    |                     |                    |                    |  |  |                    |                    |                    |
|  | 6                           | Mighty Ducks Anaheim                             | 0                           |   |                     |                       |                       |                       |                    |                    | Western Conference  | Western Conference | Western Conference |  |  |                    |                    |                    |
|  | 6                           | Mighty Ducks Anaheim                             | 0                           |   |                     |                       |                       |                       |                    |                    | Western Conference  | Western Conference | Western Conference |  |  |                    |                    |                    |
|  |                             |                                                  |                             |   |                     |                       |                       |                       |                    |                    |                     |                    |                    |  |  |                    |                    |                    |
|  | 4                           | Phoenix Coyotes                                  | 3                           |   | 2                   | Colorado Avalanche    | 4                     |                       |                    |                    |                     |                    |                    |  |  |                    |                    |                    |
|  | 4                           | Phoenix Coyotes                                  | 3                           |   | 2                   | Colorado Avalanche    | 4                     |                       |                    |                    |                     |                    |                    |  |  |                    |                    |                    |
|  | 5                           | St. Louis Blues                                  | 4                           |   |                     | 3                     | Detroit Red Wings     | 2                     |                    |                    |                     |                    |                    |  |  |                    |                    |                    |

## Eastern Conference

### Quarti di finale di Conference

#### New Jersey - Pittsburgh
| Arbitri: | Rob Shick Stephen Walkom |

|              |           |                                   |
| Hrdina 07:20 | Marcatori | 07:35 14:55 Sýkora 59:29 Pandolfo |

| Arbitri: | Tery Gregson Richard Trottier |

|                                                         |           |                  |
| Morozov 07:09 Andrusak 23:19 Straka 32:55 Kovalëv 41:41 | Marcatori | 51:41 Andreychuk |

| Arbitri: | Bill McCreary Lance Roberts |

|                           |           |                                        |
| Brylin 12:51 Arnott 35:43 | Marcatori | 05:56 40:13 59:43 Straka 40:40 Kovalëv |

| Arbitri: | Paul Devorski Paul Stewart |

|                                                      |           |                          |
| Rolston 01:38 McKay 19:18 Brylin 20:51 Stevens 42:50 | Marcatori | 02:50 Hrdina 27:28 Brown |

| Arbitri: | Mark Faucette Don Van Massenhoven |

|                                          |           |                                              |
| Hatcher 36:08 Kovalëv 36:21 Miller 59:13 | Marcatori | 16:02 Stevens 21:47 54:04 McKay 41:42 Sýkora |

| Arbitri: | Stephen Walkom Don Marouelli |

|                                |           |                               |
| Brylin 12:04 Niedermayer 44:34 | Marcatori | 26:44 Straka 57:48 68:59 Jágr |

| Arbitri: | Kerry Fraser Don Koharski |

|                                                     |           |                               |
| Titov 23:06 Kovalëv 37:04 Hrdina 39:43 Straka 54:30 | Marcatori | 26:22 Arnott 47:24 Andreychuk |

#### Ottawa - Buffalo
| Arbitri: | Kery Fraser Dennis LaRue |

|                        |           |              |
| Peca 04:32 Brown 31:24 | Marcatori | 14:46 Redden |

| Arbitri: | Andy Van Hellemond Mark Faucette |

|                                |           |                                  |
| Juneau 00:58 Šatan 46:43 90:35 | Marcatori | 22:53 McEachern 32:04 Alfredsson |

| Arbitri: | Rob Shick Stephen Walkom |

|  |           |                                  |
|  | Marcatori | 04:06 Ward 27:47 32:33 Holzinger |

| Arbitri: | Don Koharski Mick McGeough |

|                                          |           |                                                 |
| York 26:24 McEachern 30:32 Emerson 54:24 | Marcatori | 08:29 Rasmussen 10:17 29:30 Varaďa 46:44 Žitnik |

#### Carolina - Boston
| Arbitri: | Dave Jackson Don Marouelli |

|                             |           |  |
| DiMaio 41:50 Belanger 47:37 | Marcatori |  |

| Arbitri: | Kerry Fraser Dennis LaRue |

|                             |           |                                 |
| Samsonov 22:56 Heinze 48:32 | Marcatori | 28:24 77:05 Sheppard 54:28 Kron |

| Arbitri: | Don Van Massenhoven Mark Faucette |

|                                              |           |                             |
| Roberts 01:05 Sheppard 35:20 Kovalenko 42:54 | Marcatori | 09:48 Samsonov 33:07 Carter |

| Arbitri: | Stephen Walkom Rob Shick |

|                |           |                                                      |
| Sheppard 04:21 | Marcatori | 38:18 Sweeney 43:54 Wilson 51:16 Heinze 59:23 DiMaio |

| Arbitri: | Richard Trottier Terry Gregson |

|                                                          |           |                                             |
| Bourque 40:34 Van Impe 41:59 Axelsson 42:26 Carter 94:45 | Marcatori | 03:49 Chiasson 35:19 Sheppard 58:15 Kapanen |

| Arbitri: | Bill McCreary Lance Roberts |

|  |           |                             |
|  | Marcatori | 08:58 Thornton 28:13 Carter |

#### Toronto - Philadelphia
| Arbitri: | Terry Gregson Richard Trottier |

|                                                |           |  |
| Zelepukin 16:55 LeClair 31:32 Desjardins 59:43 | Marcatori |  |

| Arbitri: | Rob Shick Stephen Walkom |

|             |           |                           |
| Jones 11:09 | Marcatori | 58:01 Thomas 59:07 Sundin |

| Arbitri: | Paul Devorski Paul Stewart |

|                            |           |               |
| Johnson 16:26 Thomas 20:40 | Marcatori | 16:16 Dykhuis |

| Arbitri: | Mark Faucette Don Van Massenhoven |

|                              |           |                                                   |
| Berezin 09:47 Sullivan 12:22 | Marcatori | 06:28 Berube 11:44 37:57 LeClair 23:19 Desjardins |

| Arbitri: | Bill McCreary Dan Marouelli |

|             |           |                                |
| Jones 01:52 | Marcatori | 09:16 Juškevič 71:51 Perreault |

| Arbitri: | Terry Gregson Rob Shick |

|               |           |  |
| Berezin 19:00 | Marcatori |  |

### Semifinali di Conference

#### Toronto - Pittsburgh
| Arbitri: | Mark Faucette Don Van Massenhoven |

|                        |           |  |
| Kesa 10:52 Titov 59:23 | Marcatori |  |

| Arbitri: | Don Koharski Paul Stewart |

|                          |           |                                               |
| Miller 29:12 Titov 52:42 | Marcatori | 06:06 Bohonos 14:41 31:49 Sundin 56:50 Thomas |

| Arbitri: | Kerry Fraser Dave Jackson |

|                                     |           |                                                   |
| Johnson 28:21 King 32:19 Mair 32:58 | Marcatori | 30:42 Hatcher 32:45 Dollas 49:03 Jágr 50:43 Šlégr |

| Arbitri: | Paul Devorski Rob Shick |

|                                          |           |                          |
| Sundin 36:57 Bohonos 45:28 Berezin 62:18 | Marcatori | 05:00 Jágr 47:10 Werenka |

| Arbitri: | Bill McCreary Terry Gregson |

|              |           |                                                     |
| Hrdina 34:13 | Marcatori | 07:04 Côté 10:48 Johnson 33:44 Thomas 55:00 Berezin |

| Arbitri: | Don Koharski Don Marouelli |

|                                              |           |                                      |
| Bohonos 23:26 Valk 23:52 61:57 Berezin 31:13 | Marcatori | 05:04 Brown 14:06 Kovalëv 34:41 Jágr |

#### Boston - Buffalo
| Arbitri: | Paul Devorski Rob Shick |

|                            |           |                                             |
| Žitnik 38:19 Woolley 49:37 | Marcatori | 13:59 Allison 41:18 Chrystyč 39:46 Thornton |

| Arbitri: | Kerry Fraser Dave Jackson |

|                                   |           |               |
| Peca 01:51 Brown 25:57 Ward 59:23 | Marcatori | 54:03 Sweeney |

| Arbitri: | Don Koharski Paul Stewart |

|                           |           |                                         |
| Heinze 08:47 Carter 12:48 | Marcatori | 01:37 Woolley 46:44 Warrener 49:38 Ward |

| Arbitri: | Mark Faucette Don Van Massenhoven |

|  |           |                                      |
|  | Marcatori | 28:20 Žitnik 39:43 Varaďa 51:39 Peca |

| Arbitri: | Don Marouelli Stephen Walkom |

|                                        |           |                                                                          |
| Brown 00:37 Primeau 44:58 Juneau 53:25 | Marcatori | 09:01 Sweeney 21:15 Samsonov 30:19 Timander 33:34 Chrystyč 59:17 Allison |

| Arbitri: | Terry Gregson Bill McCreary |

|                             |           |                                      |
| Heinze 12:49 Thornton 58:57 | Marcatori | 05:15 Peca 17:29 Primeau 21:08 Brown |

### Finale di Conference

#### Toronto - Buffalo
| Arbitri: | Don Koharski Rob Shick |

|                                                                  |           |                                              |
| Varaďa 04:23 Ward 07:48 Barnes 34:37 Brown 45:21 Sanderson 51:02 | Marcatori | 04:32 25:47 Sundin 30:30 Berard 53:59 Thomas |

| Arbitri: | Paul Devorski Don Marouelli |

|                                  |           |                                                                                 |
| Woolley 30:03 Barnes 46:53 49:47 | Marcatori | 10:28 Sullivan 10:46 Côté 35:25 Berezin 41:57 Perreault 52:57 Thomas 59:30 Valk |

| Arbitri: | Kerry Fraser Stephen Walkom |

|                                 |           |                                                   |
| Perreault 16:08 Karpovcev 33:09 | Marcatori | 23:07 Šatan 23:45 Juneau 27:38 Barnes 59:31 Brown |

| Arbitri: | Mark Faucette Terry Gregson |

|                    |           |                                                            |
| Sundin 46:59 58:03 | Marcatori | 16:15 Ward 22:51 Holzinger 25:04 Ray 25:26 34:10 Sanderson |

| Arbitri: | Bill McCreary Don Van Massenhoven |

|                                                     |           |                           |
| Brown 27:14 Varaďa 36:44 Rasmussen 51:35 Ward 58:58 | Marcatori | 20:33 Sullivan 32:54 King |

## Western Conference

### Quarti di finale di Conference

#### Dallas - Edmonton
| Arbitri: | Don Koharski Mike McGeough |

|              |           |                                 |
| Murray 38:54 | Marcatori | 40:13 Lehtinen 53:07 Carbonneau |

| Arbitri: | Bill McCreary Lance Roberts |

|                          |           |                                                     |
| Grier 48:32 Weight 56:49 | Marcatori | 02:34 Carbonneau 50:20 Lehtinen 54:22 Langenbrunner |

| Arbitri: | Don Marouelli Dave Jackson |

|                                           |           |                   |
| Keane 46:15 Modano 50:20 Nieuwendyk 52:32 | Marcatori | 05:39 54:22 Smyth |

| Arbitri: | Terry Gregson Richard Trottier |

|                                             |           |                            |
| Nieuwendyk 39:22 117:34 Langenbrunner 51:05 | Marcatori | 24:47 Smyth 46:33 Marchant |

#### Colorado - San Jose
| Arbitri: | Paul Devorski Paul Stewart |

|                                 |           |               |
| Sakic 16:16 42:26 Ozoliņš 34:39 | Marcatori | 54:05 Friesen |

| Arbitri: | Kerry Fraser Dennis LaRue |

|                          |           |                  |
| Foote 54:20 Hejduk 67:53 | Marcatori | 43:02 Damphousse |

| Arbitri: | Bill McCreary Lance Roberts |

|                                           |           |                                |
| Ricci 15:18 Sturm 49:52 53:08 Nolan 59:21 | Marcatori | 26:08 Forsberg 58:09 Deadmarsh |

| Arbitri: | Bill McCreary Lance Roberts |

|                                                                                             |           |                                          |
| Granato 29:38 Houlder 30:06 Marleau 38:01 Koroljuk 41:54 Damphousse 44:17 52:01 Ricci 48:55 | Marcatori | 07:27 Deadmarsh 24:53 Foote 35:35 Hejduk |

| Arbitri: | Don Koharski Kerry Fraser |

|                             |           |                                                                             |
| Marleau 44:35 Houlder 59:36 | Marcatori | 04:31 Forsberg 31:15 48:27 Fleury 32:55 Sakic 33:44 Lemieux 39:58 Deadmarsh |

| Arbitri: | Paul Devorski Paul Stewart |

|                                         |           |                             |
| Fleury 32:52 Ozoliņš 53:29 Hejduk 73:12 | Marcatori | 36:29 Houlder 51:51 Friesen |

#### Detroit - Anaheim
| Arbitri: | Mark Faucette Don Van Massenhoven |

|                                          |           |                                                   |
| McInnis 06:41 Kariya 21:45 Selänne 53:03 | Marcatori | 11:06 20:31 58:42 Yzerman 17:30 Clark 36:49 Brown |

| Arbitri: | Kerry Fraser Dennis LaRue |

|               |           |                                                                |
| Selänne 49:11 | Marcatori | 01:00 10:14 Shanahan 13:43 Holmström 19:17 Brown 29:42 Yzerman |

| Arbitri: | Don Koharski Mike McGeough |

|                                                          |           |                              |
| Fëdorov 01:43 Holmström 21:51 Yzerman 24:24 Kozlov 41:54 | Marcatori | 09:33 McInnis 15:14 Marshall |

| Arbitri: | Don Marouelli Dave Jackson |

|                                             |           |  |
| Holmström 36:44 Shanahan 51:51 Kozlov 54:57 | Marcatori |  |

#### Phoenix - St. Louis
| Arbitri: | Paul Devorski Paul Stewart |

|                                            |           |               |
| MacInnis 02:22 Rivers 17:24 Pellerin 59:18 | Marcatori | 58:08 Reichel |

| Arbitri: | Dave Jackson Don Marouelli |

|                                            |           |                                                    |
| MacInnis 05:31 Turgeon 32:43 Demitra 56:42 | Marcatori | 25:53 Drake 42:15 Numminen 54:26 Carney 68:58 Doan |

| Arbitri: | Terry Gregson Richard Trottier |

|                                                          |           |                                                          |
| Drake 03:46 Tkachuk 07:19 DeBrusk 08:31 22:35 Doan 59:09 | Marcatori | 36:43 Demitra 36:55 Yake 45:51 Courtnall 59:45 Atcheynum |

| Arbitri: | Paul Devorski Dave Jackson |

|                         |           |               |
| Adams 31:00 Drake 39:25 | Marcatori | 25:58 Rhéaume |

| Arbitri: | Kerry Fraser Paul Devorski |

|                            |           |             |
| MacInnis 51:50 Young 65:43 | Marcatori | 36:25 Drake |

| Arbitri: | Paul Devorski Dave Jackson |

|                                            |           |                                                           |
| Stapleton 02:20 Leach 32:18 Numminen 33:51 | Marcatori | 02:56 55:49 Conroy 08:25 Young 37:00 Pronger 48:59 Finley |

| Arbitri: | Terry Gregson Bill McCreary |

|               |           |  |
| Turgeon 77:59 | Marcatori |  |

### Semifinali di Conference

#### Dallas - St. Louis
| Arbitri: | Don Marouelli Stephen Walkom |

|  |           |                                     |
|  | Marcatori | 02:25 Gavey 20:49 Hull 59:28 Modano |

| Arbitri: | Terry Gregson Richard Trottier |

|                                               |           |                                                                       |
| Demitra 19:27 37:29 Young 20:53 Turgeon 34:23 | Marcatori | 07:50 Langenbrunner 25:35 67:53 Nieuwendyk 29:54 Keane 44:22 Lehtinen |

| Arbitri: | Bill McCreary Lance Roberts |

|                        |           |                                          |
| Hull 03:07 Sydor 49:08 | Marcatori | 22:48 Eastwood 44:52 Hecht 62:43 Demitra |

| Arbitri: | Mark Faucette Don Van Massenhoven |

|                             |           |                                           |
| Modano 00:59 Lehtinen 40:40 | Marcatori | 25:02 Hecht 07:41 Courtnall 65:52 Turgeon |

| Arbitri: | Kerry Fraser Don Koharski |

|             |           |                                                     |
| Young 31:19 | Marcatori | 03:47 Lehtinen 09:43 Langenbrunner 30:52 Nieuwendyk |

| Arbitri: | Bill McCreary Lance Roberts |

|                           |           |                |
| Plante 53:58 Modano 62:21 | Marcatori | 26:51 MacInnis |

#### Colorado - Detroit
| Arbitri: | Bill McCreary Lance Roberts |

|                                         |           |                              |
| Yzerman 03:54 Kozlov 36:30 Maltby 64:18 | Marcatori | 10:51 Fleury 12:34 Deadmarsh |

| Arbitri: | Don Marouelli Stephen Walkom |

|                                                |           |  |
| Yzerman 06:11 25:35 Lidström 50:45 Clark 51:23 | Marcatori |  |

| Arbitri: | Paul Devorski Rob Shick |

|                                                                  |           |                                            |
| Lemieux 11:00 Fleury 16:59 Hunter 22:50 Drury 23:42 Miller 25:05 | Marcatori | 07:07 Yzerman 29:09 Holmström 59:25 Kozlov |

| Arbitri: | Terry Gregson Richard Trottier |

|                                                                               |           |                    |
| Drury 01:28 Deadmarsh 27:07 56:36 Hejduk 34:04 Forsberg 48:21 Kamenskij 51:28 | Marcatori | 54:40 59:17 Kozlov |

| Arbitri: | Mark Faucette Don Van Massenhoven |

|  |           |                                             |
|  | Marcatori | 11:06 Odgers 24:23 Deadmarsh 27:19 Forsberg |

| Arbitri: | Kerry Fraser Stephen Walkom |

|                                                           |           |                              |
| Forsberg 16:15 53:31 Hejduk 24:12 Drury 25:46 Sakic 28:14 | Marcatori | 37:24 Lidström 37:53 McCarty |

### Finale di Conference

#### Dallas - Colorado
| Arbitri: | Bill McCreary Don Van Massenhoven |

|                                |           |            |
| Forsberg 34:07 Kamenskij 54:02 | Marcatori | 08:42 Hull |

| Arbitri: | Mark Faucette Terry Gregson |

|                            |           |                                                      |
| Ozoliņš 10:32 Hejduk 34:59 | Marcatori | 14:11 Reid 24:56 Zubov 51:52 Nieuwendyk 56:28 Modano |

| Arbitri: | Don Koharski Rob Shick |

|                                                 |           |  |
| Nieuwendyk 22:22 Langenbrunner 50:44 Reid 56:05 | Marcatori |  |

| Arbitri: | Paul Devorski Don Marouelli |

|                                |           |                                      |
| Langenbrunner 29:48 Hull 57:07 | Marcatori | 04:06 Sakic 04:54 Podein 79:29 Drury |

| Arbitri: | Kerry Fraser Stephen Walkom |

|                                                                                      |           |                                                                   |
| Kamenskij 03:28 47:26 Ozoliņš 19:27 Drury 23:25 53:16 Deadmarsh 30:26 Forsberg 59:26 | Marcatori | 12:00 Keane 15:05 Sydor 21:51 Nieuwendyk 49:32 Hull 50:57 Verbeek |

| Arbitri: | Mark Faucette Terry Gregson |

|                                                          |           |               |
| Lehtinen 21:55 Langenbrunner 46:49 57:15 Matvichuk 57:29 | Marcatori | 19:25 Lemieux |

| Arbitri: | Don Koharski Bill McCreary |

|             |           |                                                      |
| Sakic 53:58 | Marcatori | 08:25 Langenbrunner 31:13 35:18 Keane 46:18 Lehtinen |

## Finale Stanley Cup
La finale della Stanley Cup 1999 è stata una serie al meglio delle sette gare che ha determinato il campione della National Hockey League per la stagione 1998-1999. I Dallas Stars hanno sconfitto i Buffalo Sabres in sei partite e si sono aggiudicati la Stanley Cup per la prima volta nella loro storia. Per gli Stars fu la terza finale, dopo le due perse quando ancora si chiamavano Minnesota North Stars, mentre per i Sabres si trattò della seconda finale dopo la sconfitta nel 1975 contro i Philadelphia Flyers.

## Statistiche

### Classifica marcatori
La seguente lista elenca i migliori marcatori al termine dei playoff.

| Giocatore           | Squadra             | PG | G  | A  | Pt | +/- | MP |
| ------------------- | ------------------- | -- | -- | -- | -- | --- | -- |
| Peter Forsberg      | Colorado Avalanche  | 19 | 8  | 16 | 24 | +7  | 31 |
| Mike Modano         | Dallas Stars        | 23 | 5  | 18 | 23 | +6  | 16 |
| Joe Nieuwendyk      | Colorado Avalanche  | 23 | 11 | 10 | 21 | +7  | 19 |
| Joe Sakic           | Colorado Avalanche  | 19 | 6  | 13 | 19 | -2  | 8  |
| Jamie Langenbrunner | Dallas Stars        | 23 | 10 | 7  | 17 | +7  | 16 |
| Theoren Fleury      | Colorado Avalanche  | 23 | 8  | 12 | 20 | +7  | 18 |
| Mats Sundin         | Toronto Maple Leafs | 17 | 8  | 8  | 16 | +2  | 16 |
| Brett Hull          | Dallas Stars        | 22 | 8  | 7  | 15 | +3  | 4  |
| Martin Straka       | Pittsburgh Penguins | 13 | 6  | 9  | 15 | 0   | 6  |
| Aleksej Žitnik      | Buffalo Sabres      | 21 | 4  | 11 | 15 | -6  | 52 |

### Classifica portieri
Questa è una tabella che combina i cinque migliori portieri dei playoff per media di gol subiti a gara con i cinque migliori portieri per percentuale di parate, con almeno quattro partite disputate. La tabella è ordinata per la media gol subiti, e i criteri di inclusione sono in grassetto.

| Giocatore          | Squadra            | PG | Min     | V  | S | OTS | TC  | GS | SO | Sv%  | MGS  |
| ------------------ | ------------------ | -- | ------- | -- | - | --- | --- | -- | -- | ---- | ---- |
| Ed Belfour         | Dallas Stars       | 23 | 1543:36 | 16 | 7 | 4   | 617 | 43 | 3  | .930 | 1.67 |
| Dominik Hašek      | Buffalo Sabres     | 19 | 1217:08 | 13 | 6 | 1   | 587 | 36 | 2  | .939 | 1.77 |
| Byron Dafoe        | Boston Bruins      | 12 | 767:58  | 6  | 6 | 2   | 330 | 26 | 2  | .921 | 2.03 |
| Grant Fuhr         | St. Louis Blues    | 13 | 789:32  | 6  | 6 | 3   | 305 | 31 | 1  | .898 | 2.35 |
| Nikolaj Chabibulin | Phoenix Coyotes    | 7  | 448:34  | 3  | 4 | 2   | 236 | 18 | 0  | .924 | 2.41 |
| Patrick Roy        | Colorado Avalanche | 19 | 1173:25 | 11 | 8 | 1   | 650 | 52 | 1  | .920 | 2.66 |